# Roguszyn (gromada)
Roguszyn – dawna gromada, czyli najmniejsza jednostka podziału terytorialnego Polskiej Rzeczypospolitej Ludowej w latach 1954–1972.
Gromady, z gromadzkimi radami narodowymi (GRN) jako organami władzy najniższego stopnia na wsi, funkcjonowały od reformy reorganizującej administrację wiejską przeprowadzonej jesienią 1954 do momentu ich zniesienia z dniem 1 stycznia 1973, tym samym wypierając organizację gminną w latach 1954–1972.
Gromadę Roguszyn z siedzibą GRN w Roguszynie utworzono – jako jedną z 8759 gromad – w powiecie węgrowskim w woj. warszawskim, na mocy uchwały nr VI/10/22/54 WRN w Warszawie z dnia 5 października 1954. W skład jednostki weszły obszary dotychczasowych gromad Czaple, Decie, Leśniki, Roguszyn, Szczurów, Wielądki i Żabokliki ze zniesionej gminy Borze w tymże powiecie. Dla gromady ustalono 13 członków gromadzkiej rady narodowej.
31 grudnia 1959 do gromady Roguszyn przyłączono obszar zniesionej gromady Pniewnik w tymże powiecie.
31 grudnia 1961 do gromady Roguszyn włączono wsie Czerwonka-Kolonia, Filipy, Orzechów i Wąsosze ze zniesionej gromady Czerwonka-Kolonia oraz wieś Wypychy ze zniesionej gromady Żelazów w tymże powiecie.
Gromada przetrwała do końca 1972 roku, czyli do kolejnej reformy gminnej.